# Limgha
Limgha (en népalais : लिम्घा) est un comité de développement villageois du Népal situé dans le district de Gulmi. Au recensement de 2011, il comptait 3 039 habitants.